# Robin Hood (phim 2018)
Robin Hood là bộ phim hành động - phiêu lưu Mỹ năm 2018 do Otto Bathurst đạo diễn, được viết bởi Ben Chandler và David James Kelly, từ câu chuyện của Chandler. Phim dựa trên câu chuyện về Robin Hood sau khi được John huấn luyện để cướp sản từ quận trưởng của Nottingham. Phim với sự tham gia của các diễn viên như Taron Egerton, Jamie Foxx, Ben Mendelsohn, Eve Hewson, Tim Minchin, và Jamie Dornan.
Bộ phim được công bố vào tháng 2 năm 2015, cùng với việc Egerton ký hợp đồng chính thức từ tháng 9. Hewson, Foxx và Mendleso đề tham gia diễn vào năm sau đó. Cảnh quay chính của phim bắt đầu từ tháng 2 năm 2017 và kéo dài đến tháng 5.
Robin Hood được Lionsgate phát hành vào ngày 21 tháng 11 năm 2018. Bộ phim nhận được rất nhiều đánh giá tiêu cực và những chỉ trích từ các nhà phê bình về cốt truyện lẫn phục trang diễn viên. Phim đã thu về hơn 84 triệu đô la so với ngân sách sản xuất là 100 triệu đô la Robin Hood được đề cử cho Giải Mâm xôi vàng lần thứ 39 cho nam diễn viên phụ phản diện tệ nhất và phim dở nhất.